# Euphyia kordiakata
Euphyia kordiakata là một loài bướm đêm trong họ Geometridae.